# Claude Bouchard
Pour les articles homonymes, voir Bouchard.
Claude Bouchard est un chercheur spécialiste de l'obésité né à Lévis en 1939.

## Biographie
Il détient un B. Ped. de l'Université Laval, une maîtrise ès sciences en physiologie de l'exercice de l'Université d'Oregon à Eugene et un doctorat en génétique des populations de l'Université du Texas à Austin.
Claude Bouchard est titulaire de la chaire John W. Barton en génétique et nutrition et professeur au département de génomique humaine du Pennington Biomedical Research Center à Baton Rouge, en Louisiane.
Ses intérêts de recherche sont la génétique de l'obésité et de certaines morbidités associées à l'obésité, au diabète de type 2 et à l'hypertension. Il étudie également le rôle de la variation génétique dans l'adaptation à l'activité physique régulière en matière d'endurance cardiorespiratoire et de changements dans les facteurs de risque des maladies cardiovasculaires et du diabète de type 2.

## Honneurs
- 1988 - Prix d'honneur de l'Association canadienne des sciences du sport
- 1993 - Prix Benjamin Delessert en nutrition de la France
- 1993 - Officier de l’Ordre de Léopold
- 1994 - Prix Willendorf de l’International Association for the Study of Obesity
- 1996 - Prix Sandoz de la Société canadienne d’athérosclérose
- 1996 - Membre étranger de l’Académie royale de médecine de Belgique
- 1997 - Prix Albert-Creff de l’Académie nationale de médecine de France
- 1998 - Doctorat Honoris Causa en sciences de la Katholieke Universiteit Leuven
- 2001 - Membre de l’Ordre du Canada
- 2002 - Prix national du Québec
- 2003 - Grand diplômé de l'Université Laval (médaille Gloire de l'Escolle)
- 2004 - Prix des amis d’Albert J. Stunkard de l'Association nord-américaine pour l'étude de l'obésité
- 2005 - Chevalier de l'Ordre national du Québec
- 2005 - Prix Earle W. Crampton en nutrition de l'Université McGill en 2005